# Аптіково
А́птіково (рос. Аптиково, башк. Аптик) — присілок у складі Ішимбайського району Башкортостану, Росія. Входить до складу Урман-Бішкадацької сільської ради.
Населення — 243 особи (2010; 295 в 2002).
Національний склад:
- башкири — 98%